# L'agnello (film)
L'agnello è un film del 2019 diretto da Mario Piredda.

## Trama
La giovane Anita è una ragazza che vive in una zona interna della Sardegna, in prossimità di un'area militare, suona la batteria e lavora come cameriera in un albergo. Abita con suo padre Jacopo, gravemente malato, che da anni non parla con il fratello Gaetano a causa di un antico dissidio. Con ostinatezza e orgoglio, Anita cercherà in tutti i modi di convincere lo zio a fare le analisi e scoprire così se può donare il midollo che potrebbe salvare suo padre.

## Distribuzione
Dopo una prima uscita nel marzo 2020 limitata alle sale sarde per la pandemia, il film è stato distribuito nelle sale cinematografiche italiane a partire dal 20 luglio 2020.
Tra il 2019 e il 2021 il film è stato proiettato in 49 festival internazionali, tra cui il Festival di Mosca, di Istanbul e di Copenaghen.

## Accoglienza

### Incassi
Il film ha incassato complessivamente 6 335 dollari.

### Critica
Il film ha ottenuto generalmente buone recensioni.
Vittoria Scarpa di Cineuropa esalta l'interpretazione di Nora Stassi: «Capelli rosso fuoco, lunghi e arruffati, tatuaggi e piercing in faccia, indomita e ironica, Anita (la cui giovane interprete buca letteralmente lo schermo) è la vera anima di questo film».
Dario Magnolo su Il sorpasso lo vota 5/5 e lo definisce «un colpo di fulmine».
Federica Cremonini di Cinematographe dà una votazione di 3.2/5: «Piredda pone particolare attenzione all’importanza delle figure femminili all’interno dell’universo descritto, che con i loro silenzi dimostrano di saper comunicare più di quanto non si crederebbe».
Giancarlo Zappoli su MYmovies.it dà un voto di 4/5 e afferma che «Mario Piredda esordisce sul grande schermo e fa subito centro grazie a due elementi fondamentali: conosce le dinamiche sociali della sua isola e si avvale dell'interpretazione di una straordinaria Nora Stassi».
Marco Bolsi di Sentieri Selvaggi dà una valutazione di 3/5: «Piredda pesa le parole e fa parlare le immagini: un tramonto che è uno spettacolo degno di applausi, una prova generale per le statuine viventi del presepe, una danza che è gioco di ombre seducente».

## Riconoscimenti
Il film è stato presentato all'Annecy cinéma italien 2020, dove ha vinto i premi come Miglior film assegnato dalla giuria ufficiale e dalla giuria giovani e il Premio del pubblico.
Il film ha partecipato in concorso al festival cinematografico Alice nella città, dove la protagonista Nora Stassi ha vinto la Menzione speciale come migliore attrice. Stassi ha vinto anche il premio ANDE-Efebo d'oro come migliore attrice esordiente e una menzione speciale al Social World Festival.
Il film ha vinto il premio per la miglior regia alla X edizione dell'Asti Film Festival e la IX edizione del Premio Suso Cecchi D'Amico di Castiglioncello per la sceneggiatura (2020). Nel settembre 2020 ha vinto il Premio Opere Prime e Seconde al Figari Film Fest - Olbia Film Network. Nel dicembre 2020 Nora Stassi ha avuto una Menzione speciale per la migliore attrice al Gold Elephant World - Catania Film Festival. Nel maggio 2021 il film si è aggiudicato i premi Prix d'Interpretation (Nora Stassi) e Prix Meilleur Long Metrage al Festival International du Film de Aubagne. Il film è stato premiato come migliore film per la sezione "I quattrocento colpi" del festival "Cinema&Letteratura del Racconto, il Film" 2021 di Bari. A luglio 2021 al Gallio Film Festival ha raccolto altri due premi: Migliore attore (Luciano Curreli) e Migliore sceneggiatura (Mario Piredda e Giovanni Galavotti).